# Siège du château de Moji
Le siège du château de Moji (門司城の戦い, Moji-jō no tatakai) se déroule en 1561 au pied du château de Moji près de Kitakyūshū au Japon. Le château appartient au clan Mōri dont la capitale est la ville de Yamaguchi.
Les forces commandées par Ōtomo Sōrin attaquent le château en alliance avec les Portugais qui fournissent trois navires entre 500 et 600 tonnes, chacun avec un équipage d'environ 300 hommes et 17 ou 18 canons. C'est sans doute le premier bombardement du Japon par des navires étrangers.
Le bombardement permet aux troupes d'Ōtomo Sōrin de s'établir autour du château de Moji. Après avoir épuisé leurs munitions cependant, les Portugais sont forcés de se retirer, incapables d'aider plus avant le siège encore en cours.
Les défenseurs du château réussissent néanmoins à briser les lignes du siège et renforcent ainsi les défenses du château. Ōtomo lance un assaut tous azimuts sur la forteresse mais cette dernière tentative échoue et le château reste finalement en possession des Mōri.

## Source de la traduction
- (en) Cet article est partiellement ou en totalité issu de l’article de Wikipédia en anglais intitulé « Siege of Moji » (voir la liste des auteurs).